# باغ مجتهد
۴۱°۴۳′۱۸″شمالی ۴۴°۴۷′۱۱″شرقی / ۴۱٫۷۲۱۷۴°شمالی ۴۴٫۷۸۶۳۲°شرقی

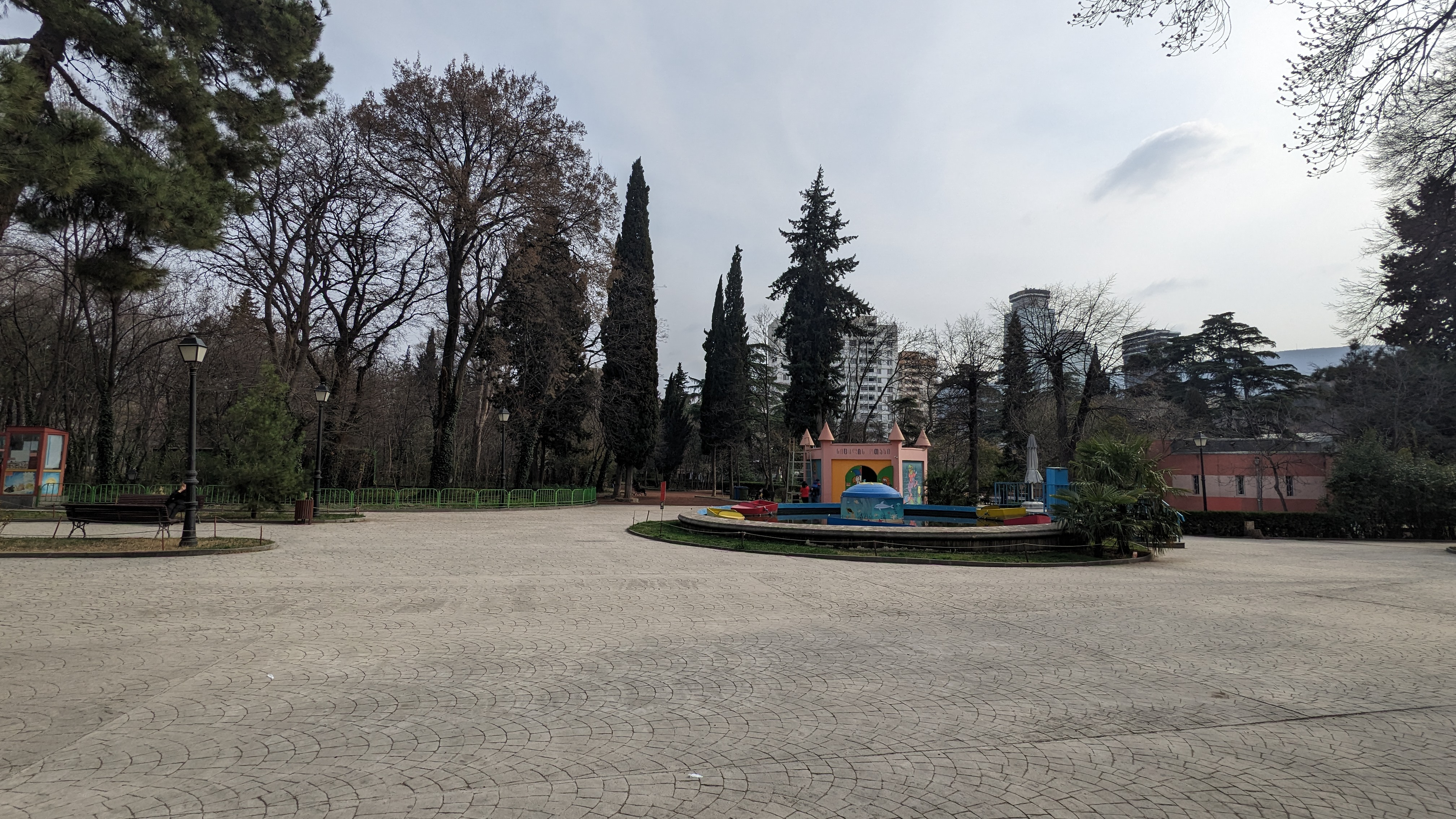
نمایی از باغ مجتهد در تفلیس، کشور گرجستان - ۲۰۲۳

باغ مجتهد (به گرجی: მუშთაიდის ბაღი) به مساحت ۱۱۰ هزار متر مربع بین سالهای ۱۸۳۰ و ۱۸۴۰ توسط میر فتاح تبریزی در تفلیس تأسیس شد.

## پیشینه
گفته شده میر فتاح به دلیل عشقی که به همسر گرجی اش که فوت کرده بود داشت، تفلیس را به عنوان محل سکونت خود انتخاب کرد.
در سال ۱۸۵۳، مقامات کنترل باغ را به دست آوردند تا یک مزرعه کشاورزی نمونه در آنجا راه اندازی کنند. در سال ۱۸۵۸ به یک مرکز تفریحی عمومی تبدیل شد. در سال ۱۹۳۵ یکی از اولین راه‌آهن‌های کودکان جهان در اینجا تأسیس شد. یکی از ویژگی‌های قابل توجه باغ،  حفظ بقایای درخت آزاد بومی قفقاز و البرز است.
در سال ۱۸۸۷ ایستگاه پرورش کرم ابریشم قفقازی در قلمرو باغ تحت نظارت نیکولای نیکولاویچ شاوروف (۱۸۵۸–۱۹۱۵) تأسیس شد. ساختمان اصلی ایستگاه در سال ۱۸۹۲ ساخته شد (معمار الکساندر شیمکویچ با مشارکت ن. شاوروف در برنامه‌ریزی) و تا به امروز حفظ شده‌است. موزه دولتی ابریشم گرجستان ساختمانی دو طبقه با معماری سبک التقاطی، یکی از قدیمی‌ترین موزه‌های ابریشم جهان است . این باغ حدود ۱۱۰۰۰۰ متر مربع مساحت دارد. در نیمه دوم قرن نوزدهم، پذیرایی از مهمانان عالی‌رتبه گرجستان در این باغ برگزار می‌شد.
امروزه این باغ یک مکان محبوب در تفلیس است که مردم محلی در آنجا پیاده‌روی می‌کنند و در اوقات فراغت استراحت می‌کنند و به خاطر جذابیت آینه‌های خمیده و غیره معروف است.